# Ludwig Fischer (Dialektologe)

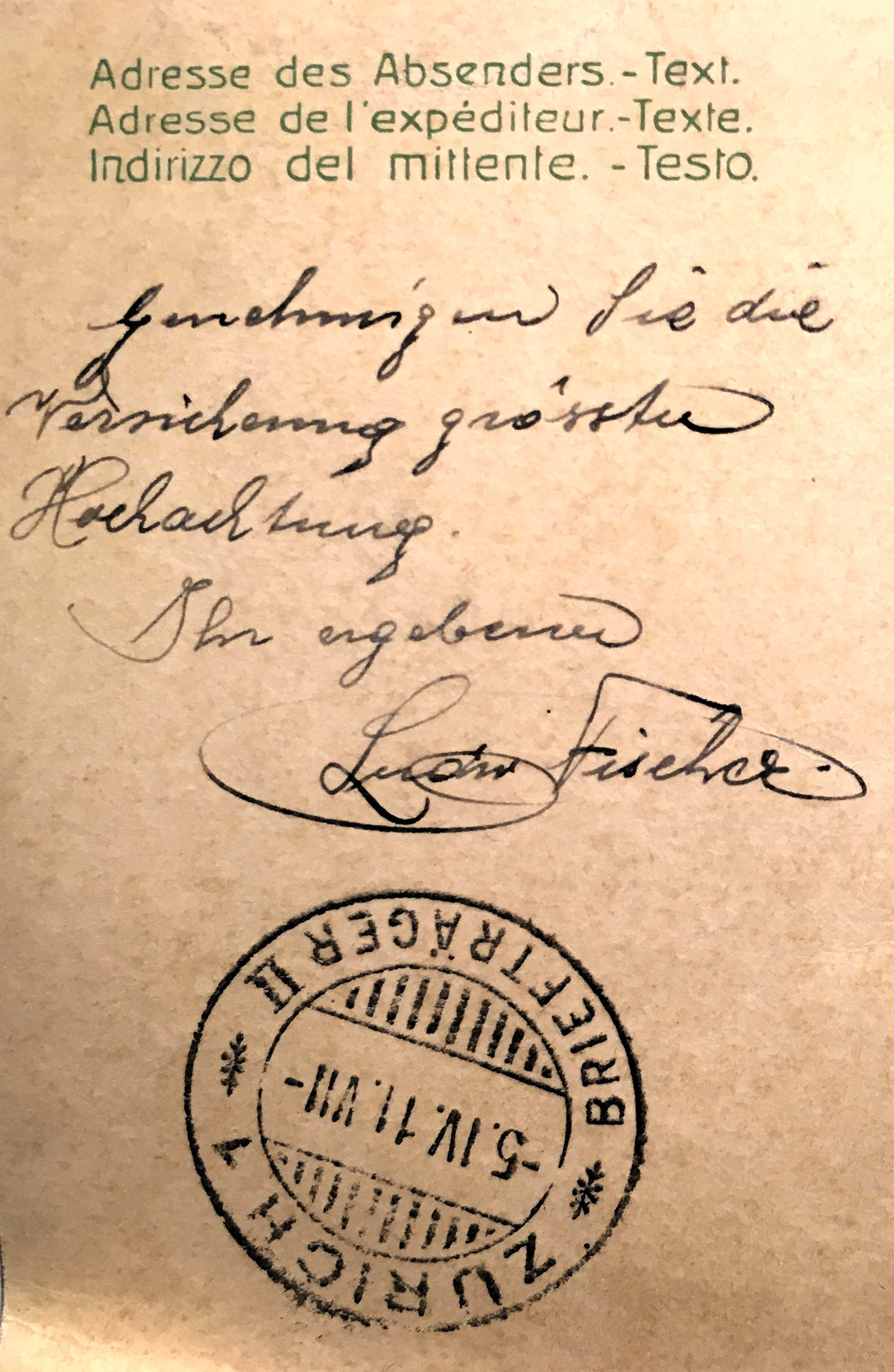
Ludwig Fischers Unterschrift auf einer Postkarte an Albert Bachmann (mit Stempel des Ankunftsdatums)

Ludwig Fischer (* 3. August 1877 in Triengen; † 14. April 1962 in Luzern) war ein Schweizer Lehrer und Dialektologe. Bleibende Verdienste erwarb er sich mit seiner Grammatik des im Kanton Luzern gesprochenen schweizerdeutschen Dialekts.

## Leben
Ludwig Fischer, heimatberechtigt in seinem nordluzernischen Geburtsort Triengen, war Sohn des Landwirts Ludwig Fischer und der Anna geborenen Fries. Nach dem Besuch der örtlichen Primar- und Sekundarschule verbrachte er von 1892 bis 1894 zwei Jahre in der französischen Schweiz und in Frankreich. Im Herbst 1894 trat er in das Lehrerseminar Hitzkirch ein. Er begann 1898 an der Primarschule in Triengen zu unterrichten und erhielt 1899 das Primarlehrer- und 1900 das Sekundarlehrerpatent.
Nach neun Jahren als Primarlehrer – zwei in Triengen und sieben in Luzern – bezog er im Herbst 1907 die Universität Zürich, um deutsche Sprache und Literatur sowie Geschichtswissenschaft zu studieren; weitere Fächer, in die er hineinhörte, waren Geschichte der französischen Literatur, Staatsrecht, Kunstgeschichte und Latein. 1910 wurde er zum Sekundarlehrer nach Luzern gewählt und unterrichtete von 1915 bis 1946 sowohl an der Höheren Töchterschule (Fach Geschichte) als auch am städtischen Lehrerseminar (Fächer Geschichte und Deutsch); bis 1913 blieb er überdies an der Universität immatrikuliert. Aufgrund der Grenzbesetzung im Ersten Weltkrieg und der Auslastung durch das Lehramt promovierte Fischer erst 1920 bei Albert Bachmann mit einer Arbeit über den Vokalismus des Luzerner Dialekts (gedruckt 1927). Angekündigt wurde damals deren Erweiterung um «die Schwachtonvokale, den Konsonantismus, die Flexion, eine kurze Darstellung des Verhältnisses zu den Nachbarmundarten, eine Erklärung der Mundartgrenzen, Mundartproben, ein Wörterverzeichnis und eine Karte», womit eine Aufnahme in die Reihe Beiträge zur Schweizerdeutschen Grammatik verbunden gewesen wäre. Eine Aufnahme in diese Reihe kam allerdings nach dem Tode Bachmanns (1934), der die Reihe herausgegeben hatte, nicht mehr zustande.

## Luzerndeutsche Grammatik
Im September 1950 wurde der 73-jährige Fischer vom Erziehungsdepartement (Kultusministerium) des Kantons Luzern angefragt, ob er eine luzerndeutsche Grammatik verfassen wolle, worauf dieser im folgenden Jahr zustimmte. Als Vorbild diente die 1948 publizierte zürichdeutsche Grammatik von Albert Weber; eigene Erhebungen lieferten die Daten. Weitere Grundlagen und Hilfsmittel waren seine 1927 erschienene Dissertation über den Stammsilbenvokalismus, Karl Schmids 1915 gedruckte Dissertation über die Mundart des Entlebuchs, Karl Stuckis schweizerdeutsche Mundartgrammatik von 1921, das Werk Franz Joseph Stalders und Renward Brandstetters, Jakob Hunzikers Aargauer Wörterbuch (das auch eine Kurzgrammatik enthält) und das Schweizerische Idiotikon; beratend wirkte überdies Eugen Dieth.
Fischers Grammatik, für die er den grössten Teil seines Ruhestands hergab und die 1960 erschien, behandelt alle Dialekte des Kantons Luzern, fokussiert aber auf seine eigene ländliche («Gäuer») Mundart der Region Sursee. Sie ist, wo immer es sich anbietet, kontrastiv zum Schriftdeutschen angelegt und hat einen normativen Anspruch, was auch im Untertitel Ein Wegweiser zur guten Mundart zum Ausdruck gebracht wird. Zusammen mit der schon genannten zürichdeutschen Grammatik von Albert Weber, der baseldeutschen Grammatik von Rudolf Suter (1976/1992), der berndeutschen Grammatik von Werner Marti (1985), der berndeutschen Syntax von Werner Hodler (1969), dem dritten Band des Sprachatlasses der deutschen Schweiz sowie den jeweiligen Flexionskapiteln in den Bänden der Reihe Beiträge zur Schweizerdeutschen Grammatik (1910–1940) bildet sie das Rückgrat schweizerdeutscher Grammatikbeschreibung.

## Publikationen
- Der Stammsilben-Vokalismus der Mundart des Luzerner Gäus. Abhandlung zur Erlangung der Doktorwürde der ersten Sektion der hohen philosophischen Fakultät der Universität Zürich. Huber, Frauenfeld 1927.
- Luzerndeutsche Grammatik. Ein Wegweiser zur guten Mundart. Hrsg. im Auftrage des Erziehungsdepartements des Kantons Luzern. Schweizer Spiegel, Zürich 1960 (Grammatiken und Wörterbücher des Schweizerdeutschen II). – Mit einem Anhang zur Neuausgabe von Walter Haas. Comenius, Hitzkirch 1989.